# Lights of Home
Lights of Home è un singolo del gruppo musicale irlandese U2, pubblicato il 21 aprile 2018 come quarto estratto dal loro quattordicesimo album in studio Songs of Experience.

## Tracce
- Lato A

1. Lights of Home – 4:16
2. Lights of Home (St Peter's String Version) – 4:33

- Lato B

1. Lights of Home (Free Yourself/Beck Remix) – 3:46

## Formazione
Crediti tratti dall'edizione standard di Songs of Experience.
Gruppo
- Bono – voce
- The Edge – chitarra, voce, tastiera
- Adam Clayton – basso
- Larry Mullen – batteria

Altri musicisti
- Haim – cori aggiuntivi
- Jacknife Lee – tastiera aggiuntiva, programmazione, chitarra aggiuntiva

Produzione
- Jacknife Lee – produzione, missaggio
- Ryan Tedder – coproduzione
- Brent Kutzle – coproduzione
- Jolyon Thomas – produzione aggiuntiva
- Matt Bishop – ingegneria del suono, assistenza al missaggio
- Tyler Spry – ingegneria del suono
- Drew Bang – ingegneria del suono aggiuntiva
- Dave "Squirrel" Covell – assistenza tecnica
- Barry McCready – assistenza tecnica